# Bajza utca (métro de Budapest)
Bajza utca est une station du métro de Budapest. Elle est sur la  .